# Helmut Andexlinger
Helmut Andexlinger (Haslach an der Mühl, 1973) è un artista e medaglista austriaco.

## Lavori
Durante la sua carriera, Andexlinger ha disegnato diverse monete:
- 20 scellini: 150 anni di francobollo austriaco (2000)
- 50 scellini : Johann Strauss (1999), The Era of the Schilling (2001)
- 500 scellini: Schattenburg (BS)
- 2 Euro: trattato dello Stato di 50 anni (2005), 10 anni di euro (2012)
- 5 euro: pagina dei valori [3]; Joseph Haydn (2009), Pummerin (2011), Land of Forests (2011), moneta di Capodanno 2014
- circa 10 e 20 euro monete d'argento
- 25 Euro Niobium: Municipio (BS), Semmeringbahn (BS), Televisione, Energia rinnovabile, Evolutuon, Cosmology, The Time
- 50 Euro Oro: ordine e il mondo, Gerard van Swieten, Theodor Billroth (WS), Clemens of Pirquet (WS)
- 100 Euro Gold: Wiener Secession, Chiesa sullo Steinhof (BS), Wienflussportal, Linke Wienzeile No. 38 (BS), Erzherzogshut, Stephanskrone (WS)